# Trichosia juniperi
Trichosia juniperi är en tvåvingeart som beskrevs av Werner Mohrig och Blasco-zumeta 1996. Trichosia juniperi ingår i släktet Trichosia och familjen sorgmyggor.
Artens utbredningsområde är Spanien. Inga underarter finns listade i Catalogue of Life.